# ブムタン県
座標: 北緯27度45分 東経90度40分 / 北緯27.750度 東経90.667度

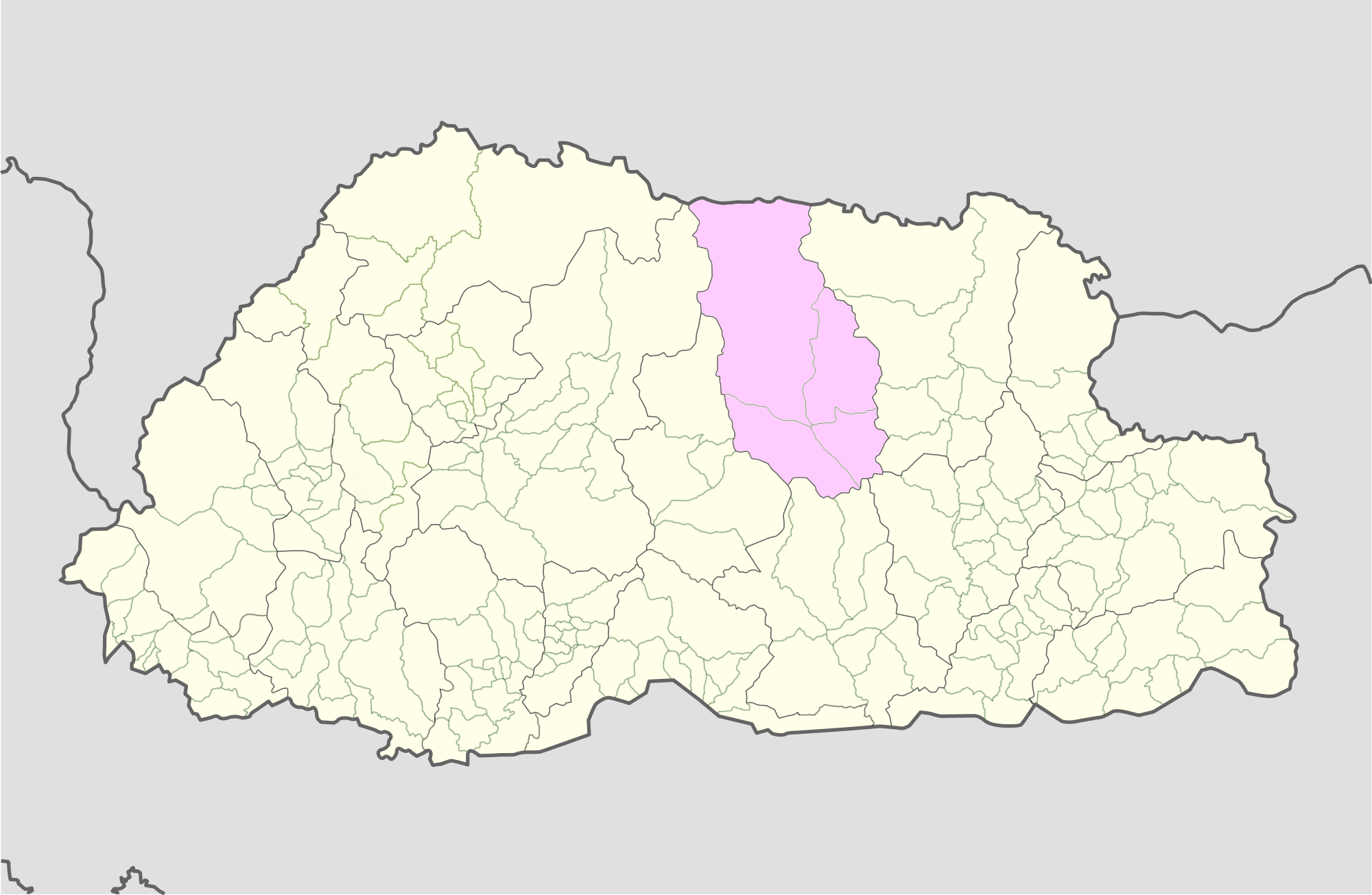
ブムタン県の位置

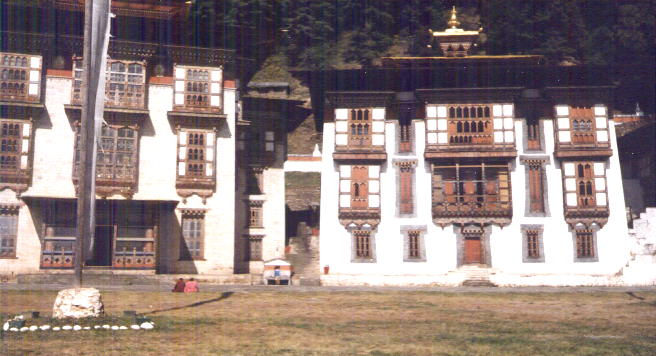
Kurje Lhakhang, Jakar

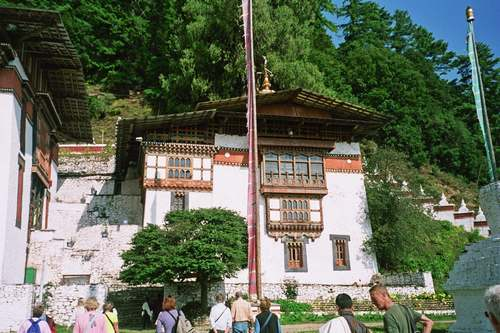
Kurje Lhakhang, Jakar

ブムタン県（ぶむたんけん、ゾンカ語: བུམ་ཐང་རྫོང་ཁག་、ワイリー方式:Bum-thang rzong-khag）は、ブータン王国北部の県。ブータン中東部の文化の中心地である。古くからチベット仏教の高僧が訪れ、古代の寺院や聖域の多い、深い歴史を持つ県である。
ウラ、チュメイ、タング、ブムタンの4つの谷からなるが、まとめてブムタン谷と見做す事もある。「ブムタン」は「美しい平野」を意味する。
ジャンバイ・ラカン建造後に名付けられた。

## 経済
蕎麦や乳製品、蜂蜜、リンゴ、芋、米、綿製品を生産している。小麦粉や蕎麦の生産量が多い。

## 言語
ブムタン県で話される言葉はブムタン語として知られる。
チベット・ビルマ語派に属し、ブータンの国語のゾンカ語に近い。ゾンカ語話者はブムタン語を理解出来る。
4つある谷はそれぞれ方言を持ち、南部のケン族地域はケン語を話す。
歴史的に、ブムタン語話者は東のクルトプ語話者や、西のヌプビ語話者、南のケン語話者との繋がりが強く、まとめて「ブムタン語族」と考える事も有る。
南チベット語族のブロッカトゥ語は危機に瀕する言語で、ブムタン谷のドゥル村で約300人が話すのみである。
ドゥル村はヤクの牧畜を行う。

## 行政区画
ブムタン県は4つの村に分かれる。
- チュフメ村（英語版）
- チョエコル村（英語版）
- タング村（英語版）
- ウラ村（英語版）

以下の有名な町を含む。
- チュフメイ町（英語版）
- ジェイカー町（英語版） - 県都
- タング町（英語版）
- ウラ町（英語版）

県議会は毎年10月中旬に開催される。
2010年7月17日、子供が通学し易くする為にタンディンダン学校が開校した。

## 環境
ブムタン県の殆どの地域が国の環境保護区になっている。
北側の2/3の地域(チョエコル村とタング村)はワンチュク百年国立公園に属しており、緑の回廊に囲まれている。
県南部(チュフメ村とウラ村)はフルムセングラ国立公園に属する。
ブムタン県はオグロヅルの重要な冬営地である。

## 観光地
- クジー・ラカン（英語版）
- ジェイカー・ゾン（英語版） - ジェイカー町の隣に有る。
- ジャンバイ・ラカン（英語版） - 7世紀にチベット帝国創始者のソンツェン・ガンポが建立したブータン最古の2つの寺の1つ。
- タムジン修道院（英語版） - ブータンで最も重要なニンマ派の機関